# Kate Pace
Kate Pace-Lindsay, kanadska alpska smučarka, * 13. februar 1969, North Bay, Ontario.
Največji uspeh kariere je dosegla na Svetovnem prvenstvu 1993, ko je osvojila naslov prvakinje v smuku. Nastopila je na dveh olimpijskih igrah, kjer je najboljšo uvrstitev dosegla leta 1994 s petim mestom v smuku. V svetovnem pokalu je tekmovala osem sezon med letoma 1990 in 1998 ter dosegla dve zmagi in še tri uvrstitve na stopničke. Leta  1994 je bila druga v smukaškem seštevku.